# Thursania mallalialis
Thursania mallalialis là một loài bướm đêm trong họ Noctuidae.